# Simon Quarterman
Simon Quarterman (Norwich, 14 novembre 1977) è un attore britannico.
Simon è conosciuto soprattutto per aver interpretato padre Rawlings nel film horror L'altra faccia del diavolo. È apparso nel film La metamorfosi del male con William Brent Bell. Ha interpretato Ari ne Il Re Scorpione 2 - Il destino di un guerriero. 
Ha partecipato inoltre a molte serie televisive inglesi, come Down to Earth, Midsomer Murders, Holby City e EastEnders nel ruolo di Paul Jenkins, e le miniserie Victoria&Albert.
Dal 2016 al 2020 ha interpretato Lee Sizemore nella serie TV Westworld - Dove tutto è concesso.

## Filmografia parziale

### Cinema
- Il Re Scorpione 2 - Il destino di un guerriero (The Scorpion King: Rise of a Warrior), regia di Russell Mulcahy (2008)
- L'altra faccia del diavolo (The Devil Inside), regia di William Brent Bell (2012)
- La metamorfosi del male (Wer), regia di William Brent Bell (2013)
- Separazione (Separation), regia di William Brent Bell (2021)

### Televisione
- Holby City – serie TV, 3 episodi (1999, 2006)
- Westworld - Dove tutto è concesso (Westworld)  – serie TV, 15 episodi (2016-2020)